# 許世旭
許世旭（허세욱，1934年7月26日—2010年7月1日）韩国著名中國語言及文學家，詩人、散文家。高麗大學中文系教授。

## 经历
生于韩国全罗北道任实郡。1954年考入韩国外语大学中文系。1960年留学台湾师范大学中文研究所，攻读中国古典诗。1963年和1968年分别取得文学硕士、博士学位。1969年發表詩集《청막》。1997年，擔任韓國中國語文研究會會長，並任高麗大學中語中文學科名譽教授至離世。1999年，出任台灣淡江大學客座教授。曾任教于韩国外国语大学中文系、高丽大学中文系、首尔网络大学。还在美國柏克萊大學、中國復旦大學、西南师范大学、西北大學有講座。
历任韩国中语中文学会会长、韩国现代文学学会会长。
許世旭善飲，在台灣時曾與紀弦、鄭愁予、楚戈和羅行並稱「詩壇四大飲者」。
2010年7月1日中午12時逝世，享年76歲。

## 著作
主要作品有：
- 《許世旭的中國文學紀行》（허세욱의 중국문학기행）
- 《許世旭的中國文學論》（허세욱의 중국문학론）
- 《中國文化的兩副面孔》（[4]，2004年，ISBN 895757235X）
- 《許世旭的漢詩特刊》（[5]，2007年，ISBN 8958720409)
- 《松亭橋》（[6]，2008年，ISBN 8959254657）
- 《新詩論》

有詩歌作品被青海人民出版社出版发行的《通向世界的门扉——首届青海湖国际诗歌节诗人作品集》輯錄。另有大量中文诗歌散文。共出版学术著作及创作、翻译等作品70多种。

## 獎項
- 1970年：留台期間創作有成，得到中華民國中國文藝協會頒發中國文藝獎章文藝翻譯獎。
- 1987年：韓國隨筆文學振興賞（한국수필문학진흥회）現代隨筆文學賞（현대수필문학상）
- 1996年：任實文學大賞（임실문학대상）
- 1999年：驕傲外大人賞（자랑스런 외대인상）
- 2008年：第1屆趙敬姬文學賞隨筆文學（散文）賞